# Seekirchen am Wallersee
Seekirchen am Wallersee é uma cidade da Áustria, situada no distrito de Salzburg-Umgebung, no estado de Salzburgo. Tem 50,3 km² de área e sua população em 2019 foi estimada em 10.884 habitantes.